# Steffen R. Algreen
Steffen Algreen (født 17. september 1979) er en dansk fodboldspiller og forsvarsspiller for Middelfart G&BK. Han kan spille både midterforsvarer og højre back.
Algreen var en fast del af startopstillingen, da AC Horsens i 2005 sikrede sig oprykningen til Superligaen. Indkøb af først Rasmus Marvits og efterfølgende Kenneth Emil Petersen betød imidlertid, at Algreen havde vanskeligt ved at opnå en plads i startopstillingen for AC Horsens. Som følge heraf skiftede Algreen i sommeren 2008 til FC Fyn.